# Rediskont
Rediskont (oder Rediskontierung) war im Bankwesen der Weiterverkauf eines Wechsels, den ein Kreditinstitut seinerseits im Rahmen des Diskontgeschäfts zuvor von seinen Bankkunden angekauft hat, an eine Zentralbank.

## Allgemeines
Der Rediskont der Geschäftsbanken bei der Zentralbank war die Refinanzierungsquelle für den aus dem Diskontgeschäft resultierenden Diskontkredit der Kreditinstitute mit ihren Bankkunden. Diskontgeschäft, Diskontkredit, Diskontsatz und Rediskont beinhalten als Wortbestandteil „Diskont“, ein Lehnwort (italienisch disconto, „Abzug“). Der Abzug bestand darin, dass vom Nennwert des Wechsels der Diskontsatz für den Zeitraum zwischen Rediskont und Fälligkeit des Wechsels abgezogen und dem Kreditinstitut gutgeschrieben wurde. Der Rediskont galt als Refinanzierung für den Diskontkredit der Kreditinstitute mit ihren Bankkunden. Der jeweils von den Banken berechnete Diskontsatz war höher als der aktuelle Diskontsatz der Zentralbank.

## Rechtsfragen
Der Diskontkredit gehörte in Deutschland zu den Bankgeschäften nach § 1 Abs. 1 Nr. 3 KWG. Den Kreditinstituten war  es somit gesetzlich erlaubt, Wechsel (und Schecks) von ihren Kunden anzukaufen. Die Diskontierung war rechtlich ein Kaufvertrag nach § 433 BGB und gilt als Bankgeschäft nach § 1 Abs. 1 Nr. 3 KWG. Die Betätigung im (Re-)Diskontgeschäft erforderte deshalb eine Banklizenz. Der Diskontkredit gehörte zu den Kreditgeschäften, die durch die wechselrechtliche Haftung insbesondere des Bezogenen und der Indossantenhaftung eine automatische Personalsicherheit als Kreditsicherheit besaßen.
Durch den Ankauf des Wechsels schrieb die Bank ihrem Kunden den Wechselbetrag abzüglich des Diskontsatzes gut und verschaffte so dem Kunden Liquidität. Da der Bank diese Liquidität durch Kreditgewährung verloren ging, beschaffte sie sich diese Liquidität durch Weiterverkauf der Wechsel an die Zentralbank im Rahmen der Rediskontierung.
In Deutschland wurde bis Dezember 1998 der Diskontsatz bei Rediskontierungen von der Bundesbank festgesetzt. Gesetzliche Grundlage war § 15 BBankG a. F., die Diskontgeschäfte waren in § 19 Abs. 1 Nr. 3 BBankG a. F. festgelegt. Die Bundesbank fungiert seit Januar 1999 in der Geldpolitik lediglich als Ausführungsorgan der EZB, weil die Aufgabe der Geldpolitik insgesamt auf die EZB übergegangen ist.

## Deutschland
Durch die ursprüngliche Bedeutung des Wechsels als Kredit- und Zahlungsmittel in der deutschen Wirtschaft spielte lange Zeit die Rediskontierung im Rahmen der Diskontpolitik die entscheidende Rolle bei der Refinanzierung der Kreditinstitute. Begonnen damit hatte die Reichsbank, die nach ihrer Gründung im März 1875 den Kreditinstituten eine weitere Refinanzierungsquelle eröffnete, so dass sich die Institute nicht mehr auf Einlagen als alleinige Quelle stützen mussten. Durch die Rediskontierung von Wechseln hatte die Reichsbank den Instituten eine Quelle der Beschaffung von Zentralbankgeld zur Verfügung gestellt, bei der sie auch durch Monetarisierung von zirkulationsfähigen Wechseln Liquidität schaffen konnten.
Die Rediskontpolitik wurde durch das Nachfolgeinstitut Deutsche Bundesbank fortgesetzt. Dabei konnten sich die Banken durch Verkauf von bundesbankfähigen Wechseln Liquidität zum Diskontsatz beschaffen. Das (Re-)Diskontvolumen erreichte 1979/1980 seinen Höhepunkt und wurde zur entscheidenden Quelle der Zentralbankgeldversorgung. Im Dezember 1986 war der Anteil der Diskontkredite an der Mittelaufnahme auf 60 % gesunken. Seit Januar 1987 hatte die Rediskontierung von Wechseln an Bedeutung verloren, so dass die Lombardpolitik in den Vordergrund trat. Der Anteil der Wechselrediskontierung an den gesamten Notenbankkrediten belief sich 1994 nur noch auf 29,5 % gegenüber 83,5 % im Jahre 1980. An ihre Stelle waren die Wertpapierpensionsgeschäfte getreten. Betrug deren Anteil an der Gesamtrefinanzierung 1980 lediglich 6 %, so machten sie 1994 bereits 69,7 % aus.
Der Wechsel und damit das Diskont- und Rediskontgeschäft hat im täglichen Bankgeschäft heute keine Bedeutung mehr, da er aufgrund seiner Urkundeneigenschaft nicht „maschinen- bzw. computerfähig“ und damit relativ personal- und kostenaufwendig ist und zudem auch seine Funktion als Kredit- und Zahlungsmittel in der deutschen Wirtschaft weitgehend eingebüßt hat.
Instrumente der Diskontpolitik
Die Zentralbanken konnten sowohl quantitative Limitierungen (Festlegung der Rediskont-Kontingente) als auch qualitative Restriktionen vorschreiben (Begrenzung auf Handelswechsel mit einer Restlaufzeit von maximal 3 Monaten, mindestens 3 als zahlungsfähig bekannte Wechselbeteiligte, zahlbar an einem Bankplatz). Ein direktes Steuerungsmittel ist der Preis, zu dem sie Diskontkredite vergeben, der Diskontsatz. Dieser war bis Dezember 1998 der Leitzins der Bundesbank.

## Europäische Zentralbank
Mit dem Übergang der Zuständigkeit für die Geldpolitik auf die EZB hat das Hauptrefinanzierungsgeschäft die frühere Rediskontierung im Januar 1999 abgelöst. Die Europäische Zentralbank rediskontiert keine Wechsel, sondern verschafft den Geschäftsbanken anderweitig Liquidität.
Der Wechsel und damit der Diskontkredit und Rediskont sind im täglichen Bankgeschäft heute ohne Bedeutung, weil der Wechsel auch aufgrund seines Urkundeformats nicht „maschinen- bzw. computerfähig“ und damit relativ personal- und kostenintensiv war und zudem auch seine Funktion als Kredit- und Zahlungsmittel weitgehend eingebüßt hat.
Handelswechsel sind nur noch als Pfand bei der Bundesbank notenbankfähig. Aus diesen Gründen gibt es seit Januar 1999 weder auf nationaler Ebene noch in den EU-Mitgliedstaaten eine Rediskontierungsmöglichkeit von Wechseln. Dadurch ist auch der Diskontkredit der Geschäftsbanken zum Erliegen gekommen.